# Blaževdol
Blaževdol je mjesto u Zagrebačkoj županiji, administrativno je u sastavu grada Svetog Ivana Zeline. Pripada poštanskom uredu 10380 Sveti Ivan Zelina. Prema popisu iz 2011. ima 433 stanovnika.

## Demografija
| Pregled broja stanovnika po godinama | Pregled broja stanovnika po godinama | Pregled broja stanovnika po godinama | Pregled broja stanovnika po godinama | Pregled broja stanovnika po godinama | Pregled broja stanovnika po godinama | Pregled broja stanovnika po godinama | Pregled broja stanovnika po godinama | Pregled broja stanovnika po godinama | Pregled broja stanovnika po godinama | Pregled broja stanovnika po godinama | Pregled broja stanovnika po godinama | Pregled broja stanovnika po godinama | Pregled broja stanovnika po godinama | Pregled broja stanovnika po godinama | Pregled broja stanovnika po godinama |
| ------------------------------------ | ------------------------------------ | ------------------------------------ | ------------------------------------ | ------------------------------------ | ------------------------------------ | ------------------------------------ | ------------------------------------ | ------------------------------------ | ------------------------------------ | ------------------------------------ | ------------------------------------ | ------------------------------------ | ------------------------------------ | ------------------------------------ | ------------------------------------ |
| 1857.                                | 1869.                                | 1880.                                | 1890.                                | 1900.                                | 1910.                                | 1921.                                | 1931.                                | 1948.                                | 1953.                                | 1961.                                | 1971.                                | 1981.                                | 1991.                                | 2001.                                | 2011.                                |
| 306                                  | 295                                  | 354                                  | 420                                  | 475                                  | 540                                  | 524                                  | 542                                  | 400                                  | 411                                  | 392                                  | 391                                  | 361                                  | 361                                  | 399                                  | 433                                  |

| broj stanovnika | 306   | 295   | 354   | 420   | 475   | 540   | 524   | 542   | 400   | 411   | 392   | 391   | 361   | 361   | 399   | 433   | 374   |
|                 | 1857. | 1869. | 1880. | 1890. | 1900. | 1910. | 1921. | 1931. | 1948. | 1953. | 1961. | 1971. | 1981. | 1991. | 2001. | 2011. | 2021. |